# Hitman 2 (jeu vidéo, 2018)
Pour les articles homonymes, voir Hitman.
Hitman 2 est un jeu vidéo d'action-aventure et d’infiltration développé par IO Interactive et édité par Warner Bros. Interactive Entertainment. Il s'agit du septième opus de la série de jeux vidéo Hitman et de la suite du jeu Hitman de 2016. Il est sorti le 14 novembre 2018 sur Windows, PlayStation 4 et Xbox One. Le jeu sort également le 1er septembre 2020 sur Google Stadia et sur Nintendo Switchle 5 janvier 2021 en version cloud.

## Synopsis

### L'appel de la nuit (Nightcall) (Hawkes Bay,Nouvelle-Zélande)
Premier lieu du jeu, Hawkes Bay va être une sorte de prologue et tutoriel pour le joueur. Sur la demande du Constant à Diana, et dans le but de retrouver le client de l'ombre, 47 arrive de nuit par la plage pour infiltrer une villa. Alors que personne n'est sur les lieux, la première mission de 47 est de récupérer des informations au sujet du client de l'ombre. Une fois des éléments récupérés sur un ordinateur, débarque près de la villa un cortège de voitures. 47 peut s'adonner à sa nouvelle tâche : éliminer Alma Reynard. Une fois l'objectif atteint, 47 doit quitter la maison pour rejoindre son bateau pneumatique, unique sortie envisageable de la mission.

### La ligne d'arrivée (The Finish Line) (Miami,États-Unis)
Après avoir quitté la Nouvelle-Zélande, c'est aux États-Unis que 47 intervient. Les cibles sont Robert Knox, directeur général de Kronstadt Industries, et sa fille Sierra Knox, pilote d'endurance automobile professionnelle, courant pour l'écurie de l’entreprise familiale.
La carte de Miami est l'une des plus grandes de cet opus. Elle dispose d'énormément d'opportunités et un grand rayon d'action pour que le joueur atteigne ses objectifs de beaucoup de manières différentes.

### Le serpent à trois têtes (The Three-headed Serpent) (Santa Fortuna,Colombie)
Pour la troisième mission du jeu, 47 débarque en Colombie, dans le village imaginaire de Santa Fortuna. C'est dans une atmosphère tropicale que le tueur à gages doit éliminer trois cibles : Andrea Martinez, Jorge Franco et Rico Delgado, reliés au puissant cartel de drogue Delgado.

### Chasse aux fantômes (Chasing a Ghost) (Bombay,Inde)
Direction l'Inde, plus précisément à Bombay, pour la quatrième mission de cet opus. 47 doit une nouvelle fois faire face à trois cibles, Vanya Shah, Dawood Rangan ainsi que Le Maelström (aussi connu sous le nom de Wazir Kale), personnage que le tueur à gage doit d'abord identifier. Beaucoup de gardes patrouillant en ville repèrent l'agent 47 peu importe son déguisement, ajoutant à la mission une difficulté supplémentaire alors qu'il doit écumer les quartiers pour identifier le Maelström.

### Une autre vie (Another Life) (Whittleton Creek,États-Unis)
Après avoir réussi sa mission en Inde, 47 retourne aux États-Unis, dans l'État du Vermont, à Whittleton Creek. Le tueur à gage doit tuer deux cibles : Nolan Cassidy et Janus. À la différence des autres cartes, 47 doit réaliser un objectif supplémentaire avant de pouvoir quitter la mission. Il doit en effet trouver des informations sur Janus et la Société de l'Arche, disséminées un peu partout sur le terrain.

### La société de l'arche (The Ark Society) (Île de Sgàil,Atlantique Nord)
La mission se déroule sur l'île fictive de Sgàil, dans l'Atlantique Nord. L'agent 47 doit éliminer Sophia et Zoé Washington, deux riches femmes désignées comme héritières de la présidence de la Société de l'Arche. 47 doit aussi escorter le Constant, haut dignitaire de la Société de l'Arche et de Providence, en dehors de l'île. Bien que ce dernier objectif soit secondaire, la mission échoue si le Constant est tué.

### Parachute doré (Golden Handshake) (New-York,États-Unis)
La mission « Parachute doré » correspond au premier DLC de Hitman 2. La mission se déroule dans la banque Milton-Fitzpatrick, à New York, dirigé par Athena Savalas, la cible principale de 47. Le tueur à gage doit réaliser une autre mission qui est de voler soit un serveur de données de la Banque, situé dans le coffre-fort soit de récolter trois disques durs. Athena Savalas, directrice de la banque, Mateo Perez, chef de la sécurité et Fabian Mann, chef comptable disposent chacun d'un disque dur. C'est au joueur de choisir ce qu'il préfère pour mener à bien sa mission.

### Le dernier recours (The Last Resort) (Île Haven,Maldives)
La mission « Le dernier recours » correspond a la suite directe du premier DLC de cet opus. La mission se déroule sur une île fictive gérée par un complexe touristique luxueux, spécialisé dans les services de changement d'identité pour criminels, nommé "Haven", aux Maldives. 47 est envoyé à cet endroit afin d'éliminer trois cibles : Ljudmila Vetrova (représentante en relations publiques de l'île), Tyson Williams (le fondateur et PDG de Haven) et Steven Bradley (expert en informatique et concepteur des algorithmes de changement d'identité numérique) afin de pouvoir découvrir la réelle identité des "Partenaires" de Providence.

## Système de jeu
Hitman 2 est un jeu d’infiltration basé principalement sur la « Replay Value » (refaire les niveaux plusieurs fois) et la réalisation de défis au cours de plusieurs parties. Le jeu se déroule à la troisième personne dans différentes cartes. Le principe est d’assassiner une cible et/ou d'accomplir un objectif supplémentaire (récupérer un objet, des documents, effacer des preuves...).
Le joueur incarne un tueur à gage nommé 47, engagé par l'ICA (International Contracts Agency), aidé de son agente de liaison Diana Burnwood. Il évolue dans différentes cartes plus ou moins grande selon la localisation. Il peut suivre des intrigues lui permettant de l'aider dans sa mission et avoir des renseignements en enquêtant, ramassant des objets et en espionnant les conversations.  
Pour parvenir à achever son objectif, il se sert de différents objets et armes, pouvant être sélectionnés avant la mission ou trouvés sur place.  

## Accueil
Le jeu reçoit des notes favorables lors de sa sortie. La communauté reçoit très bien ce nouveau jeu, corrigeant la plupart des défauts de l'opus précédent. Les principales remarques négatives à l'encontre de Hitman 2 sont principalement la rigidité des mouvements de 47 et certaines cartes jugées moins intéressantes et avec moins de potentiel que d'autres. Ce dernier problème avait déjà été notifié lors du précédent opus. Hormis ces deux remarques, le jeu reste très apprécié de la communauté.